# Lasa
Lasa, németül: Laas, település Olaszországban, Bolzano autonóm megyében. Lakosainak száma 4094 fő (2023. január 1.). Lasa Prato allo Stelvio, Stilfs, Malles Venosta, Martello, Silandro és Sluderno községekkel határos.

## Népesség
A település népességének változása:
| Lakosok száma | 3995 | 4028 | 4094 |
|               | 2017 | 2018 | 2023 |